# Абу Закария аль-Мутасим
Абу Закария аль-Мутасим Яхья ибн ан-Насир (или Яхья аль-Мутасим, араб. أبو زكرياء المعتصم يحي بن الناصر‎, ум. 1236) — восьмой халиф династии Альмохадов, правитель Марокко в 1227—1229 годах. Был сыном Мухаммед ан-Насира и братом Юсуфа II.
После смерти своего дяди Абдаллы аль-Адиля Яхья был поддержан шейхами в Марракеше, но два года спустя он был свергнут ещё одним претендентом, другим своим дядей Идрисом аль-Мамуном. После смерти последнего в 1232 году Яхья попытался вернуться к власти, но ему помешал его двоюродный брат Абд аль-Вахид II. Яхья удерживал Марракеш вплоть до своей смерти в 1236, после чего земли Альмохадов были вновь объединены под рукой Абд аль-Вахида.